# Canadian University Field Lacrosse Association
La Canadian University Field Lacrosse Association (CUFLA) ou Association des universités canadiennes de crosse au champ est une association d'équipes de crosse au champ des différentes universités de l'Ontario et du Québec qui se rencontrent au cours de l'année.
Fondée en 1985, la CUFLA est tout d'abord connue sous le nom de Ontario University Field Lacrosse Association (OUFLA) étant donné que celle-ci est basée en Ontario. Dans les années 1980 et 1990, l'OUFLA connaît une expansion en incluant plusieurs équipes à travers la région. Elle change de nom lors de l'inclusion de l'Université McGill et de l'Université Bishop's toutes deux situées au Québec.

## Équipes présentes
Les universités présentes dans cette compétition sont : 
- Université Bishop's
- Université Brock
- Université Carleton
- Université Laurentienne
- Université McGill
- Université McMaster
- Université Queen's
- Université de Trent
- Université de Guelph
- Université de Toronto
- Université de Western Ontario
- Université Wilfrid-Laurier

## Palmarès
- 1985 : Université de Western Ontario
- 1986 : Université Brock
- 1987 : Université McMaster
- 1988 : Université de Western Ontario
- 1989 : Université Brock
- 1990 : Université Brock
- 1991 : Université Brock
- 1992 : Université Brock
- 1993 : Université Brock
- 1994 : Université Brock
- 1995 : Université de Guelph
- 1996 : Université Brock
- 1997 : Université Brock
- 1998 : Université Brock
- 1999 : Université Brock
- 2000 : Université de Western Ontario
- 2001 : Université Brock
- 2002 : Université Brock
- 2003 : Université Brock
- 2004 : Université Brock
- 2005 : Université Brock
- 2006 : Université Brock
- 2007 : Université Brock
- 2008 : Université de Guelph

## Joueurs autorisés
Seuls les étudiants inscrits dans leurs universités respectives peuvent participer à la CUFLA. Les joueurs ayant un contrat professionnel en Major League Lacrosse (championnat professionnel de crosse au champ) ne sont pas autorisés à y participer. Cependant les joueurs professionnels en National Lacrosse League (championnat professionnel de crosse en enclos) ont la possibilité d'y participer.